# Feliz Navidad (álbum de José Feliciano)
Feliz Navidad es el título de un álbum navideño grabado por el cantautor puertorriqueño-estadounidense José Feliciano. Originalmente titulado José Feliciano, Fue lanzado al mercado bajo el sello discográfico RCA Víctor en 1970, fue reeditado en CD en 2001 por BMG Patrimonio con todas las canciones del álbum original (clásicos de Navidad y la famosa composición de Feliciano "Feliz Navidad"), más tres canciones originales agregadas y registradas por José, pero nunca lanzada en el álbum de vinilo original ("Las Posadas", "Santagu y Claus Is Coming To Town" y "O Come All Ye Faithful").
Cada año en Navidad, este CD está en el catálogo de música BMG, y la canción "Feliz Navidad" se ha convertido en una de las canciones de Navidad más descargadas y transmitidas en los EE. UU., declarada por ASCAP como una de las 25 mejores canciones de Navidad más interpretadas y registradas en todo el mundo.

## Listado de pistas
1. "Feliz Navidad" - 3:05
2. "Jingle Bell" (Instrumental) - 3:01
3. "The Christmas Song" - 3:23
4. "The First Noel" (Instrumental) - 3:03
5. "El árbol de la cereza Carol" - 3:50
6. "The Little Drummer Boy" - 4:04
7. "Blanca Navidad" (Instrumental) - 4:00
8. "We Three Kings Of Orient Are" (Instrumental) - 2:15
9. "Pequeño Niño Niño de María" - 4:47
10. "It Came Upon a Midnight Clear" (Instrumental) - 1:54
11. "Noche de Paz" - 4:00
12. "Hark, The Herald Angels Sing" (Instrumental) - 1:46

Edición de 2002
1. "Las Posadas"
2. "Papá Noel está viniendo a la ciudad" (Instrumental)
3. "O Come All Ye Faithful" (Instrumental)

- Datos: Q5442418